# Tête de Ran
Tête de Ran är en bergstopp i Schweiz. Den ligger i kantonen Neuchâtel, i den västra delen av landet, 50 km väster om huvudstaden Bern. Toppen på Tête de Ran är 1 421 meter över havet.